# Brett Anderson
Brett Lewis Anderson (Haywards Heath, 29 settembre 1967) è un cantante britannico.

## Biografia
Fondatore del gruppo musicale Suede, attivo nella scena rock/pop britannica e internazionale tra il 1989 e il 2003 e dal 2010 e considerato la prima espressione del Britpop, con la band, e in particolare con i chitarristi Bernard Butler (che si è poi separato dalla band nel 1994) e Richard Oakes (che ha sostituito Butler), ha contribuito a scrivere molte canzoni di successo rimaste nella storia della musica inglese, quali Animal Nitrate, Trash, Beautiful Ones e She's in Fashion.
Complessivamente con i Suede ha pubblicato nove album: Suede (1993), Dog Man Star (1994), Coming Up (1996), Head Music (1999), A New Morning (2002), Bloodsports (2013), Night Thoughts (2016), The Blue Hour (2018) e Autofiction (2022). Vi sono, poi, due altri prodotti che ne completano la discografia ufficiale: Sci-Fi Lullabies del 1997 (una raccolta in doppio CD di tutte le b-sides registrate dal gruppo fino all'album Coming Up del 1996) e Singles del 2003 (una classica raccolta di successi contenente due brani nuovi).
In seguito allo scioglimento dei Suede, Brett Anderson si è riconciliato con Bernard Butler e proprio con lui ha formato una nuova band, i The Tears, con la quale ha pubblicato l'album Here Come the Tears nel 2005, ma che si è tuttavia sciolta dopo meno di un anno.
Brett Anderson e Bernard Butler, per capacità vocali e complessità di scrittura musicale, sono considerati una delle coppie più emblematiche della scena pop-rock inglese degli anni '90 e non solo. Canzoni come 'So young' e 'Stay together', caratterizzate da melodie non ordinarie e testi coraggiosi mai banali, possono essere considerate veri e propri inni generazionali.
Nel corso del 2006, avvalendosi anche della collaborazione del musicista norvegese Fred Ball, si è dedicato alla composizione del proprio primo album solista che è stato poi pubblicato il 26 marzo 2007 con l'omonimo titolo di Brett Anderson.
Sul finire del 2007 ha posato come testimonial per la casa di moda Aquascutum per la collezione autunno/inverno 2007/2008.
Il 1º settembre 2008 è la data di pubblicazione del suo secondo album solista, questa volta autoprodotto, intitolato Wilderness: in esso è presente anche il brano Back to you (scritto in precedenza con Ball), nel quale duetta con l'attrice francese Emmanuelle Seigner.
Il 2 novembre 2009 viene pubblicato il suo terzo album, Slow Attack, scritto e realizzato in collaborazione con il musicista Leo Abrahams. Sempre insieme a quest'ultimo nel settembre 2011 realizza il suo quarto album solista, intitolato Black Rainbows. Nello stesso periodo, e nel corso del 2012, torna a tenere concerti in tutta Europa e in Asia insieme agli altri ex componenti dei Suede, annunciando anche la preparazione di canzoni per un nuovo album della band.
Agli inizi del 2018 pubblica la propria autobiografia, Black Coal Mornings.

## Discografia

### Album in studio
- 2007 - Brett Anderson (Drowned in Sound)
- 2008 - Wilderness (B A Song)
- 2009 - Slow Attack (B A Song)
- 2011 - Black Rainbows (B A Song/EMI Music)

### Album dal vivo
- 2007 - Live in London (Tiratura limitata di 1500 copie)
- 2007 - Live at Union Chapel (Tiratura limitata di 1500 copie)
- 2007 - Live at Queen Elizabeth Hall (Tiratura limitata di 1500 copie)
- 2007 - The London Session
- 2010 - Tour 2010: Berlin
- 2011 - Live at Koko

### EP
- 2007 - Back to You

### Singoli
- 2007 - Love Is Dead
- 2008 - A Different Place
- 2009 - The Hunted
- 2011 - Brittle Heart
- 2011 - Crash About to Happen